# Salamanca (Colón)
Salamanca es un corregimiento del distrito de Colón en la provincia de Colón, República de Panamá. La localidad tiene 3.881 habitantes (2010).
El corregimiento de Salamanca limita con los corregimientos de Buena Vista, San Juan y con el distrito de Portobelo. Es un corregimiento rural , la gran parte de su población se dedica a la agricultura y cria de aves de corral, otra parte de su población trabaja en la ciudad de Colón o Zona Libre. 
Las comunidades más importantes son: Sardinilla,  Nuevo San José, Salamanca, Revolución, Boquerón Arriba y Abajo, Santo Domingo y Salamanquita.
Según el último censo su población supera los 5 mil habitantes,  por lo que es uno de los corregimientos menos poblados del distrito de Colón.

## Toponimia
En el lugar vivían personas procedentes de un pueblo llamado Salamanca en Colombia. En honor a este el corregimiento se llama Salamanca.